# 4236 Lidov
4236 Lidov eller 1979 FV1 är en asteroid i huvudbältet som upptäcktes den 23 mars 1979 av den rysk-sovjetiske astronomen Nikolaj Tjernych vid Krims astrofysiska observatorium på Krim. Den har fått sitt namn efter den sovjetisk-ryske rymdforskaren Michail Lidov (1926–1993).
Asteroiden har en diameter på ungefär 32 kilometer.